# NGC 3027
NGC 3027 (другие обозначения — UGC 5316, IRAS09513+7226, MCG 12-10-9, ZWG 333.6, ZWG 332.68, VV 358, KUG 0951+724, PGC 28636) — спиральная галактика в созвездии Большой Медведицы. Открыта Уильямом Гершелем в 1785 году.

## Характеристики
Галактика NGC 3027 входит в состав группы галактик NGC 2985. Помимо NGC 3027 в группу также входят NGC 2985 и UGC 5455.
Галактика заметно взаимодействует с близлежащей галактикой NGC 2985, которая удалена как минимум на 120 килопарсек от неё. Распределение нейтрального водорода в обоих галактиках асимметрично. Внешние части диска NGC 2985 смещены относительно внутренних, а сам диск искривлён. Несмотря на такое взаимодействие, у галактик не обнаружено приливных «хвостов», которые были бы направлены от одной из галактик к другой.
По данным измерения излучения в линии H-альфа при помощи интерферометра Фабри — Перо, наклон плоскости галактики к картинной плоскости составляет 77 градусов.

## История изучения
Этот объект входит в число перечисленных в оригинальной редакции «Нового общего каталога».